# Beaussais
Beaussais era una comuna francesa situada en el departamento de Deux-Sèvres, de la región de Nueva Aquitania, que el 1 de enero de 2013 pasó a ser una comuna delegada de la comuna nueva de Beaussais-Vitré al fusionarse con la comuna de Vitré.

## Demografía
| Gráfica de evolución demográfica de Beaussais entre 1800 y 2010 |
|                                                                 |

Los datos demográficos contemplados en este gráfico de la comuna de Beaussais se han cogido de 1800 a 1999 de la página francesa EHESS/Cassini, y los demás datos de la página del INSEE.